# 五台山医院
江苏省扬州五台山医院（又名江苏省复员退伍军人精神病医院）是中华人民共和国江苏省扬州市的一所三级精神病专科医院，位于五台山路2号。该院也是江苏省退役军人事务厅直属全额拨款事业单位，承担全省在乡复员退伍军人精神病人及苏中、苏北地区精神疾病的治疗、预防、康复工作。
医院建于1957年，设有精神科、康复科、神经内科、临床心理科、老年科、神经康复科、司法鉴定所等临床科室；开设了癫痫专病、失眠专病、头痛专病、儿童多动与学习困难专病、老年记忆障碍专病、心理危机干预等服务项目；拥有东芝64排螺旋CT、西门子核磁共振、飞利浦拍片机、24小时视频脑电图、眼动检测系统、生物反馈仪、MECT（无抽搐电休克治疗）、全自动生化分析仪、肌电诱发电位仪及全套心理测试系统等诊疗设备。
党委书记为姚文敏，党委副书记、院长为陈正东。
2016年，扬州市民政局与医院合作，通过购买服务的方式建立了“扬州市福利精神病院”。